# 2533 Fechtig
2533 Fechtig este un asteroid din centura principală, descoperit pe 3 noiembrie 1905 de Max Wolf.